# Институт молекулярной генетики Общества Макса Планка
Институт молекулярной генетики Общества Макса Планка (нем. Das Max-Planck-Institut für molekulare Genetik, MPIMG) — научное учреждение в Европейском союзе.
Исследовательский институт входит в состав Общества Макса Планка и находится в Берлине-Далеме, Германия.

## История
Происхождение Института молекулярной генетики Общества Макса Планка восходит к «Институту антропологии, наследственности человека и евгеники кайзера Вильгельма» (KWI-A), основанному в 1926 году, чей отдел экспериментальной наследственной патологии был включен в состав Общества Макса Планка в 1953 году как «Институт сравнительной наследственной биологии и наследственной патологии Макса Планка» (нем. Max-Planck-Institut für vergleichende Erbbiologie und Erbpathologie).
Первый директор института с 1953 по 1960 год Ганс Нахтсхайм возглавлял с 1941 по 1945 год отдел экспериментальной наследственной патологии в Институте антропологии, наследственности человека и евгеники кайзера Вильгельма. С 1960 по 1965 год директором был Фриц Каудевиц (1921–2001).
Институт сравнительной наследственной биологии и наследственной патологии Макса Планка был переименован в «Институт молекулярной генетики Общества Макса Планка» в 1964 году. Его первыми директорами были Хайнц-Гюнтер Виттманн и Хайнц Шустер. Томас Траутнер был назначен третьим директором. Три отдела и исследовательские группы Лаборатории Отто Варбурга переехали в новые здания в 1970 году. Общий центр обработки данных, работавший совместно с Институтом имени Фрица Хабера, был открыт в 1986 году.
Институт генетико-биологических исследований (нем. Institut für Genbiologische Forschung), основанный компанией Schering при поддержке Сената Берлина, первоначально действовавший на территории кампуса Института молекулярной генетики Общества Макса Планка с 1986 года, стал Институтом молекулярной физиологии растений Макса Планка под руководством директора Лотара Вильмицера (* 1952) и переехал в Гольм недалеко от Потсдама. Его первоначальное здание было добавлено к Институту молекулярной генетики Общества Макса Планка в 2001 году, когда его покинула и дочерняя компания Schering.

## Отделы
Институт разделен на следующие отделы и исследовательские группы в соответствии с научными областями:
- Генетика развития — Бернхард Херрманн (нем. Bernhard G. Herrmann)[14]
- Регуляция генома — Александр Мейснер (нем. Alexander Meissner)[15]
- Биоинформатика — Мартин Вингрон[16]

### Исследовательские группы
- Развитие и болезнь — Стефан Мундлос (нем. Stefan Mundlos)[17]

### Лаборатория Отто Варбурга
В лаборатории Отто Варбурга работают следующие младшие исследовательские группы:
- Эпгеномика — Хо-Рюн, Чунг (Ho-Ryun, Chung)[18]
- РНК-биоинформатика — Анналиса Марсико (Annalisa Marsico)
- Длинная некодирующая РНК — Ульф Оэром (Ulf Oerom)
- Регуляторные сети в стволовых клетках — Эдда Шульц (Edda Schulz)
- Зарождающаяся транскрипция и дифференцировка клеток — Андреас Майер (Andreas Mayer)
- Регуляция генов и системная биология рака — Мари-Лор Яспо (Marie-Laure Yaspo)
- Динамика сотовой сигнализации — Жике Цзы (Zhike Zi)[18]

### Основные научные объекты
- Базовый центр секвенирования — Бернд Тиммерманн (Bernd Timmermann)
- Группа микроскопии — Торстен Мильке (Thorsten Mielke)
- Группа масс-спектрометрии — Дэвид Мейерхофер (David Meierhofer)[19]

## Почетные группы
Группы почетных директоров (по состоянию на середину 2015 г.):
- Анализ генома позвоночных — Ганс Лерах
- Молекулярная генетика человека — Хильгер Роперс (H.-Hilger Ropers)[20]